# Orriols (Navès)
Orriols és una masia situada al municipi de Navès a la comarca catalana del Solsonès.